# Alcaravela
Alcaravela is een plaats (freguesia) in de Portugese gemeente Sardoal en telt 1084 inwoners (2001).